# Molophilus marriwirra
Molophilus marriwirra är en tvåvingeart som beskrevs av Günther Theischinger 1992. Molophilus marriwirra ingår i släktet Molophilus och familjen småharkrankar. Inga underarter finns listade i Catalogue of Life.